# Боргонуово (Казерта)
Боргонуово је насеље у Италији у округу Казерта, региону Кампанија.
Према процени из 2011. у насељу је живело 259 становника. Насеље се налази на надморској висини од 183 м.